# Carl Rylander
Carl Rylander, född 15 oktober 1768 i Rystads församling, Östergötlands län, död 7 maj 1824 i Linköpings församling, Östergötlands län, var en svensk orgelbyggargesäll från Linköping. Han var anställ hos Jonas Fredric Schiörlin.

## Biografi
Rylander föddes 15 oktober 1768 i Rystads socken. Han var son till Anders Gustafsson och Greta Andersdotter. 1784 flyttade han till Tannefors kvarter nummer 42 i Linköping och blev lärgosse och gesäll hos orgelbyggaren Pehr Schiörlin. Efter Schiörlins död tog sonen Jonas Fredric Schiörlin över orgelbyggeriet. Rylander avled 1824 av blodstörtning eller lungsot och begravdes den 11 maj samma år.

## Lista över orglar
Orglar byggda och reparerade av Carl Rylander.
| År   | Kyrka               | Stift      | Bild | Manualer | Pedal | Stämmor | Principalgrund | Bevarad orgel/fasad | Övrigt                                                                                              |
| ---- | ------------------- | ---------- | ---- | -------- | ----- | ------- | -------------- | ------------------- | --------------------------------------------------------------------------------------------------- |
| 1821 | Värna kyrka         | Linköpings |      |          |       | 5       |                | Nej/Nej             | Orgeln byggdes tillsammans med Jonas Fredric Schiörlin. En ny orgel byggdes 1850 av Sven Nordström. |
| 1821 | Häradshammars kyrka | Linköpings |      |          |       |         |                |                     | Påbörjad av Jonas Fredric Schiörlin.                                                                |
| 1823 | Vinnerstads kyrka   | Linköpings |      |          |       |         |                |                     | Står nu i Folkströms kapell.                                                                        |